# Зафар, Хамид
Хамид Хан Зафар (родился 20 ноября 1982 года в Афганистане) — шведский педагог и общественный деятель афганского происхождения. Журнал Fokus назвал его «Шведским фокусом года 2018». Репутация Зафара существенно пострадала после того, как стало известно, что он, в качестве блогера и участника форумов, под псевдонимом продвигал идеи ксенофобии, антисемитизма и ненависти к гомосексуалам.

## Биография
Зафар приехал в Гётеборг в детстве, его родители были беженцами. Получил педагогическое образование и работал учителем в средней школе. В 2013 году он был следователем и администратором Шведской школьной инспекции. Затем он работал директором школ в социально неблагополучных районах Гётеборга — сначала директором гимназии в Гордстене, а с 2015 года школы Шумиласкулан в Бископсгордене, где он сам учился. В то время недостатки школы были настолько велики, что школьная инспекция Швеции хотела взыскать с неё штраф в размере 1,4 миллиона шведских крон, если проблемы не будут решены. Вместе с коллегами, учителями и другими сотрудниками Зафару удалось переломить эту тенденцию, и школа стала более безопасным местом работы, повысилась общая успеваемость. За эту работу ему была присуждена премия «Шведский язык 2018 года».
С 1 января 2019 года Зафар возглавлял департамент детей и образования в муниципалитете Мулльшё в лене (уезде) Йёнчёпинг. В этом качестве он, среди прочего, выступал с комментариями, как бороться с насильственным исламистским экстремизмом, согласно отчетам Уполномоченного по правам ребёнка.
Помимо работы в школе, в 2016—2018 годах был университетским адъюнктом при ректорате Карлстадского университета. Был членом правления Шведского комитета по Афганистану обозревателем в газете Göteborgs-Posten с 2018 года, а с 2019 года вместе с учителем средней школы Маттиасом Аксельссоном вёл подкаст «Короли и война». В 2019 году Зафар стал экспертом комиссии по интеграции Умеренной коалиционной партии.

## Скандал
Расследование газеты Dagens Nyheter, опубликованное в 2020 г., выявило, что Зафар в период с 2011 по 2016 год под псевдонимом писал пренебрежительные материалы на нескольких онлайн-форумах о евреях, сионистах, гомосексуалах и хазарейцах. Зафар утверждал, что сообщения в основном были написаны в период его жизни, когда он был молодым и ищущим, и, среди прочего, испытывал разочарование по поводу вторжения США в Афганистан в 2001 году, в Ирак в 2003 году и арабской весны в 2011 году.
В результате критики ему пришлось уйти в отставку с поста руководителя комитета по вопросам детей и образования в муниципалитете Мулльшё, а Умеренная партия отстранила Зафара от должности независимого эксперта в комиссии по интеграции. Зафар также потерял работу обозревателя в Göteborgs-Posten. В тот же день, когда факты были опубликованы, правление Шведского комитета по Афганистану заявило, что оно категорически дистанцируется от публикаций Зафара в социальных сетях, и что Зафар покинул правление и прекратил свое членство в комитете.
Зафар вместе с Фридой Бойсен участвовал в заранее записанной телепрограмме SVT På Spåret, сезон 2020—2021 гг. Из-за заявлений Зафара SVT решила не транслировать эпизоды, в которых он появился.